# Naturschutzgebiet Grube Alexander

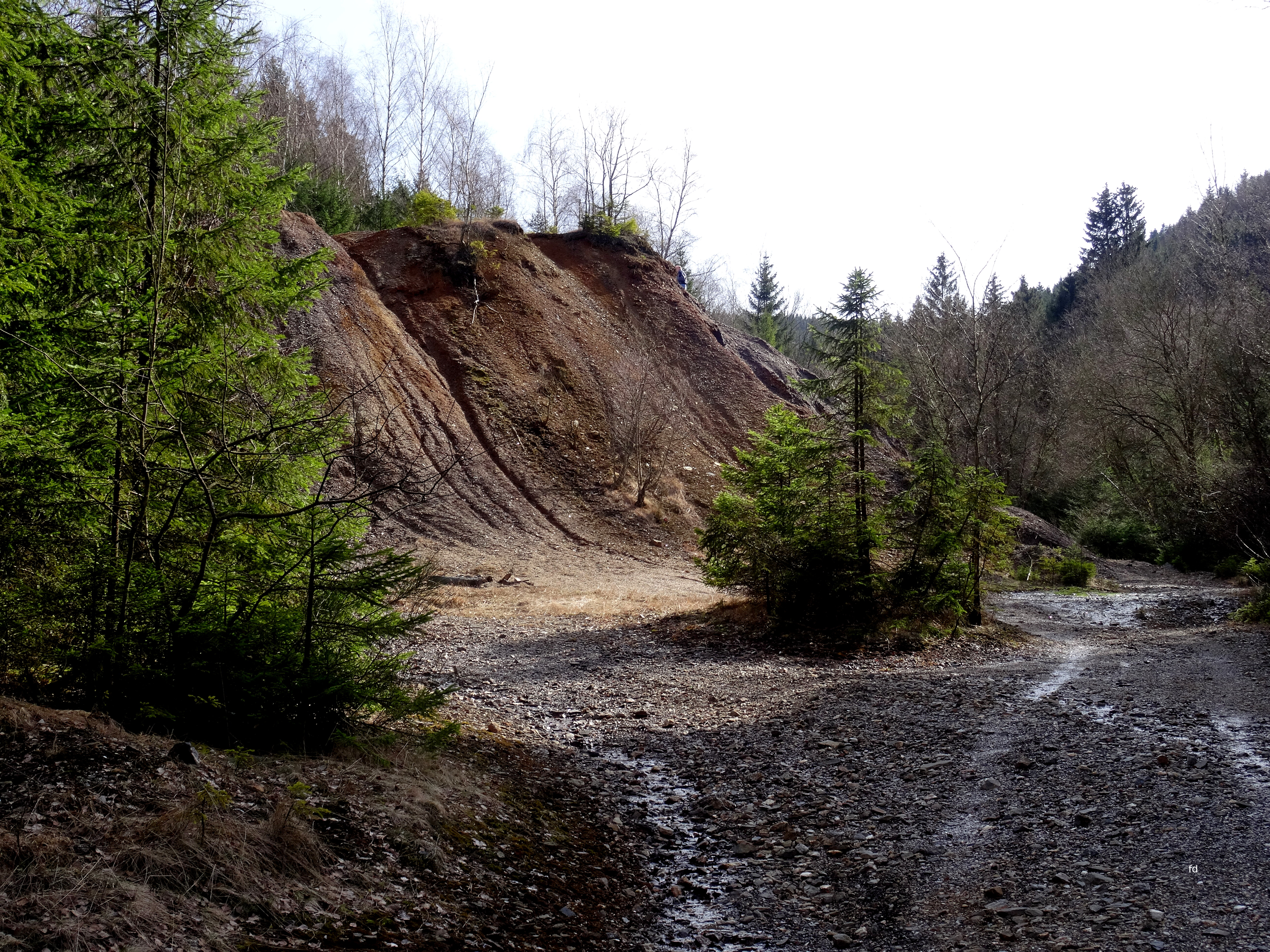
Naturschutzgebiet Grube Alexander

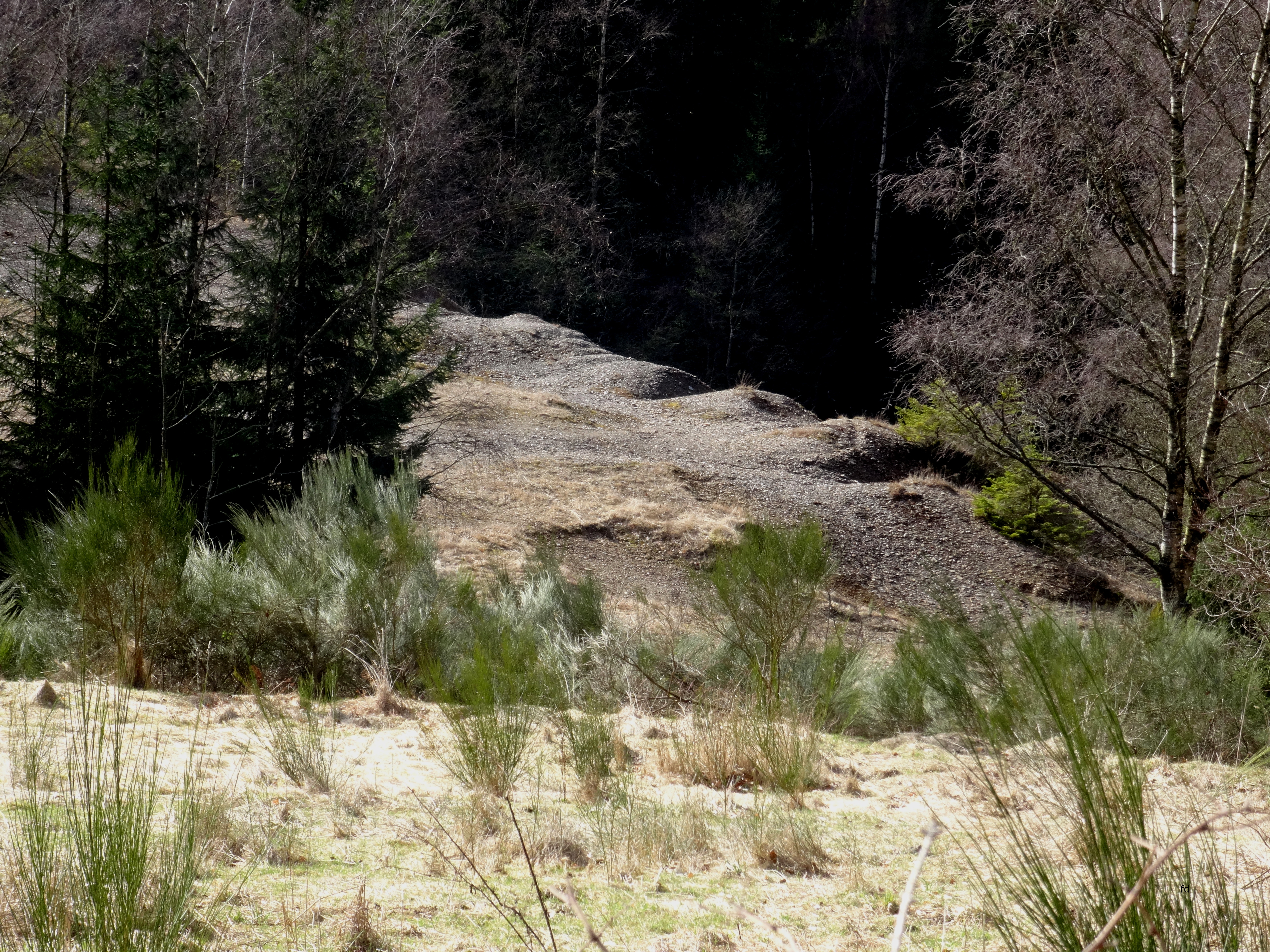
Haldengelände

Das Naturschutzgebiet Grube Alexander mit einer Flächengröße von 9,42 ha liegt südlich von Blüggelscheidt  im Stadtgebiet von Meschede. Das Gebiet wurde 1994 mit dem Landschaftsplan Meschede durch den Kreistag des Hochsauerlandkreises unter dem Namen Naturschutzgebiet Haldengelände der Grube Alexander als Naturschutzgebiet (NSG) mit einer Flächengröße von 1,7 ha ausgewiesen. Bei der Neuaufstellung des Landschaftsplanes Meschede wurde das NSG mit neuem Namen erneut ausgewiesen und deutlich vergrößert.

## Gebietsbeschreibung
Beim NSG handelt es sich um den Südteil der ehemaligen Halde des Bergwerks Alexander. Das Grubengelände wurde durch den Abbau eines Blei-Zink-Erzganges im Rahmen des großflächigen Ramsbecker Erzdistrikts von Mitte des 19. bis Mitte des 20. Jahrhunderts vollständig verändert. Im Talverlauf existieren künstliche Teiche und kurze, mit örtlichem Gesteinsmaterial in
eine neue Trassen verlegte Bachabschnitte, ein bergmännisch vermauerte Stollenmundlöcher mit teils erheblicher Wasserschüttung, Pingenreste und kleine Halden. Den Nordteil des NSG nehmen größere Haldenschüttungen ein, die noch erhebliche Offenlandanteile mit einer standortentsprechenden Schwermetallvegetation aufweisen.
Das NSG bildet insgesamt einen Biotopkomplex aus Bach, Magerwiesen, Gebüsch, Teich, Halden, Stollen und Wald. Das Gebiet ist schwerpunktmäßig im südlichen NSG-Teil stark verfichtet. Ein naturnaher Quellbach im Süden des NSG ist nach kurzer Fließstrecke verrohrt. Nur am nördlichen Wiederaustritt des verrohrten Baches befindet sich am gesamten Böschungsufer ein beeindruckender Dominanzbestand der Hallersche Schaumkresse (auch Erzblume genannt). Die Erzblume tritt im Sauerland nur in Schwermetallrasen auf schwermetallreichen Standorten auf. Schwermetallrasen sind ein FFH-Lebensraumtyp (Nr. 6130) und stehen unter gesetzlichen Biotopschutz nach § 30 BNatSchG. Durch den intensiven Fichtenanbau ist die Biotopqualität der kleinen Bergbau-Folgelandschaft stark beeinträchtigt. Durch eine Entfichtung der Haldenbereiche könnte das Vorkommen der Erzblume und weiterer typischer Schwermetallvegetation gefördert werden.
Zur Situation des NSG führte der Landschaftsplan auf: „Die schon im alten LP Meschede geforderte Entfichtung des Gebietes wird zunehmend dringlicher, um sowohl die seltenen Schwermetallfluren durch eine bessere Belichtung zu fördern als auch naturnähere Pflanzengesellschaften an den Gewässern. Eine behutsame Besucherlenkung könnte den historischen Bergbau erläutern, der hier – im Gegensatz zu „modernen“ Abgrabungen mit heutiger Technik – ein vielfältiges, kleinräumig wechselndes Biotopmosaik geschaffen hat. Durch den intensiven Fichtenanbau ist die Biotopqualität der kleinen Bergbau-Folgelandschaft stark beeinträchtigt. Durch eine Entfichtung der Haldenbereiche könnte das Vorkommen der Erzblume und weiterer typischer Schwermetallvegetation gefördert werden.“ Auf eine Renaturierung des Grubengeländes soll zur Erhaltung seiner landeskundlichen Bedeutung und der künstlich entstandenen Habitatstrukturen verzichtet werden. Bei Umsetzung von Schutzmaßnahmen soll die LWL-Archäologie für Westfalen, Außenstelle Olpe einbezogen werden, da es sich um ein Bodendenkmal handelt.

## Pflanzen- und Moosarten im NSG
Auswahl vom Landesamt für Natur, Umwelt und Verbraucherschutz Nordrhein-Westfalen dokumentierte Pflanzenarten im Gebiet: Acker-Schachtelhalm, (Equisetum arvense), Bachbunge, Besenginster, Breitblättriger Thymian, Bitteres Schaumkraut, Breitblättrige Stendelwurz, Breitblättriger Rohrkolben, Dunkles Zwerg-Hornkraut, Gegenblättriges Milzkraut, Gewöhnliche Pestwurz, Großer Dornfarn, Hain-Gilbweiderich, Hain-Sternmiere,  Hallersche Schaumkresse, Harzer Labkraut, Heidelbeere, Kleine Bibernelle, Magerwiesen-Margerite, Rote Lichtnelke, Rotes Straußgras, Rundblättrige Glockenblume, Salbei-Gamander, Sprossender Bärlapp, Taubenkropf-Leimkraut, Wald-Engelwurz, Wald-Schaumkraut und Wiesen-Sauerampfer. 
Auswahl vom Landesamt dokumentierter Moosarten im Schutzgebiet: Bach-Spatenmoos, Bauchiges Birnmoos, Gemeines Quellmoos, Gewöhnliches Gabelzahnmoos, Hain-Spatenmoos, Hakenmoos, Helles Jungermannmoos, Hellstreifiges Doppelblattmoos, Nickendes Pohlmoos, Punktiertes Wurzelsternmoos, Rollblättriges Bärtchenmoos, Schönes Frauenhaarmoos, Schönes Kranzmoos,  Sparriges Kranzmoos, Welliges Sternmoos, Wellenblättriges Katharinenmoos, Zurückgekrümmtes Doppelzahnmoos.

## Schutzzweck
Zum Schutzzweck des NSG führte der Landschaftsplan auf: „Erhaltung und Optimierung eines vielfältigen Biotopkomplexes aus unterschiedlich naturnahen Bachabschnitten, Magerrasen und Gebüschen, Sukzessionswaldstadien, Teichen, Halden und Stollen; Schutz der Lebensräume gefährdeter Tier- und Pflanzenarten (Schwermetallvegetation, Fledermäuse, Amphibien); Sicherung eines bedeutenden geowissenschaftlichen Objekts und der landeskundlichen Bedeutung dieses Landschaftsausschnitts (auch in Verbindung mit ähnlichen Festsetzungen rund um den Bastenberg im LP Bestwig).“